# دهستان دشت برم
دهستان دشت برم نام دهستانی در بخش مرکزی شهرستان کازرون، استان فارس در ایران است. بر اساس سرشماری مرکز آمار ایران در سال ۱۳۹۵، جمعیت آن ۴٬۳۶۲ نفر بوده‌است.